# Niculaï Florin Georgescu
 (août 2015).
Si vous disposez d'ouvrages ou d'articles de référence ou si vous connaissez des sites web de qualité traitant du thème abordé ici, merci de compléter l'article en donnant les références utiles à sa vérifiabilité et en les liant à la section « Notes et références ».
 (septembre 2019).
Niculaï Florin Georgescu, né le 8 avril 1946 à Galați et mort en novembre 1995 à Évry, est un peintre roumain.

## Biographie
Il est le fils du prêtre Paul Georgescu et de Maria Georgescu, professeur.
À la suite de ses études au lycée d'arts plastiques de Bucarest, il est diplômé de l'Institut d'arts plastiques Nicolae Grigorescu de Bucarest en 1974.  
Il enseigne de 1974 à 1977 au lycée d'arts plastiques de Câmpina, puis obtient en 1975 la bourse Frédéric Storck et le premier prix de peinture de l'Union des artistes plastiques de Roumanie. 
Sa première exposition personnelle à Bucarest en 1977 est suivie de quatre autres en Roumanie et en République fédérale allemande. Il participe à partir de 1974 à des expositions de groupe en Roumanie, République fédérale allemande, France, Finlande, Tchécoslovaquie, Hongrie, Bulgarie, République démocratique allemande, URSS , etc.
Un premier petit album consacré à son œuvre est publié en 1983 par une maison d'éditions de Bucarest.
Il quitte définitivement la Roumanie en 1985 et, après un voyage d'études en Grèce et en Italie, vient s'établir à Paris.
En 1995 il signe un contrat d'exclusivité avec la Galerie Marciano de Paris.
Ses œuvres se trouvent dans des collections particulières en Roumanie, France, Allemagne, Suède, Pays-Bas, Italie, Grèce, Hongrie, Bulgarie, Israël, Argentine, Brésil, Colombie, États-Unis, Maroc, etc. 
L'artiste décède en novembre 1995 à Évry (France).